# 英雄 (2022年電影)
是2022年上映的韓國音樂劇情片，根據韓國同名原創音樂劇進行改編，由《國際市場》導演尹齊均執導，鄭成華、金高銀、羅文姬、趙在允、裴正楠、李玹雨、朴昣奏主演，於2022年12月21日在韓國上映，台灣於2023年1月13日上映。

## 劇情概要
日帝強占期的獨立運動人士安重根，1909年10月在哈爾濱火車站刺殺伊藤博文而被日本法庭判決死刑殉國，本片講述他從起事準備階段到迎接死亡的瞬間，令人難忘的最後一年。

## 演員陣容
- 鄭成華 飾演 安重根，大韓帝國獨立軍的首領，射殺伊藤博文的獨立義士。
- 金高銀 飾演 雪姬，目睹明成皇后死亡的朝鮮最後一位宮女，為了報國家之仇，隱瞞真實身份接近伊藤博文，秘密地收集日本的主要情報以積極支持韓國獨立運動。[7][8]
- 羅文姬 飾演 趙瑪利亞，安重根的母親，默默支持兒子的選擇，任何瞬間都能成為其堅實的後盾。[9]
- 趙在允 飾演 禹德淳，日帝強占期的獨立運動人士，與安重根義士共謀舉事的三名同志之一。[10]
- 裴正楠 飾演 曹道先，獨立軍的神槍手，計劃在蔡家溝火車站暗殺伊藤博文的獨立運動人士。[11][12]
- 李玹雨 飾演 劉東夏，獨立軍中年紀最小的成員。[13]
- 朴昣奏 飾演 馬真珠，獨立軍可靠的幫手，經營獨立軍安身之處的餃子店，細心照顧他們的每一件事。[14]
- 張奇勇 飾演 崔在亨，安重根的帮手，展开抗日武装斗争的独立运动家和军人，独立运动青年的精神支柱。
- 金勝洛 飾演 伊藤博文，日本首任內閣總理大臣
- 金重熙 飾演 和田，日本恶劣警察，为了抓安重根来到海参崴。[15]
- 野島直人 飾演 千葉利七，旅顺监狱的狱警，略通韩文，因此在真锅十藏审讯安重根时充当翻译。
- 李基東 飾演 大輔，伊藤博文的策士兼日本外务大臣。
- 嚴智星 飾演 少年義勇軍
- 金德焕 飾演 金内官
- 金中敦 飾演 安定根，独立运动家，安重根的弟弟。
- 金昇基 飾演 安恭根，独立运动家，安重根与安定根的弟弟。
- 金洙镇 飾演 真锅十藏，负责安重根等哈尔滨义举当事者审判的审判长。
- 迅悠一 饰演 沟渊孝雄，哈尔滨义举审判的负责检察官。
- 南泰河 饰演 安秉瓚，安定根和安恭根选任的朝鲜人律师。
- 趙祐鎮 飾演 馬斗植，马真珠的哥哥，安重根的老友。日军突袭时与安重根分开，后与妹妹马真珠前往海參崴志愿独立军。（特别出演）
- 張榮男 飾演 金亚丽，安重根的夫人。（特别出演）
- 李壹花 飾演 明成皇后（特别出演）

## 製作

### 主體拍攝
主体拍摄于2019年9月10日開始，同年12月25日殺青。

### 損益平衡點
該片製作費約為140億韓元，损益平衡点推算為350萬觀影人次。

## 發行
2020年3月公開首款海報和預告片宣佈將於夏天上映，受COVID-19疫情影響最終推遲。
2022年10月26日宣佈將於12月正式上映，11月21日在首爾龍山區CGV舉行製作發佈會，鄭成華、金高銀、趙在允、裴正南、李玹雨、朴昣奏及導演尹齊均出席。12月21日在韓國正式上映。
2023年2月28日起提供VOD家庭點播及線上播映服務。

## 反響

### 票房
上映首日（12月21日）動員了超過10萬名觀眾到影院觀影，次於《阿凡達：水之道》位列單日票房第二位，放映屏数1314块。上映第8天（12月28日）早上9時30分累計觀影人次突破100萬名，與寫下韓國音樂劇電影票房紀錄的《媽媽咪呀！》速度相同，快於受到全世界喜愛的音樂電影《波希米亞狂想曲》第9天突破100萬人次和《爱乐之城》第11天突破100萬觀影人次。上映第18天（1月7日）累計觀影人次突破200萬名。上映第38天（1月27日）累計觀影人次突破300萬名，速度快於《愛樂之城》的第46日。

## 獎項榮譽
| 年份   | 頒獎禮               | 獎項                     | 入圍者 | 結果 | 備註   |
| ------ | -------------------- | ------------------------ | ------ | ---- | ------ |
| 2023年 | 第21届韩国导演选择奖 | 電影部門 年度導演獎      | 尹齊均 | 提名 | [ 29 ] |
| 2023年 | 第21届韩国导演选择奖 | 電影部門 年度女演員獎    | 金高銀 | 提名 | [ 29 ] |
| 2023年 | 第21届韩国导演选择奖 | 電影部門 年度男演員獎    | 鄭成華 | 提名 | [ 29 ] |
| 2023年 | 第21届韩国导演选择奖 | 電影部門 年度新女演員獎  | 朴昣奏 | 提名 | [ 29 ] |
| 2023年 | 第32屆釜日電影獎     | 最佳女配角               | 罗文姬 | 提名 |        |
| 2023年 | 第32屆釜日電影獎     | 最佳摄影                 | 赵相仑 | 提名 |        |
| 2023年 | 第32屆釜日電影獎     | 最佳配乐                 | 黄尚俊 | 提名 |        |
| 2023年 | 第59屆大鐘賞         | 最佳女配角               | 羅文姬 | 提名 | [ 30 ] |
| 2023年 | 第59屆大鐘賞         | 最佳配樂                 | 黃尚俊 | 提名 | [ 30 ] |
| 2023年 | 第59屆大鐘賞         | 最佳剪輯                 | 李宣民 | 提名 | [ 30 ] |
| 2023年 | 第59屆大鐘賞         | 最佳音響效果             | 朴周江 | 提名 | [ 30 ] |
| 2023年 | 第59屆大鐘賞         | 最佳服裝                 | 沈鉉燮 | 提名 | [ 30 ] |
| 2023年 | 第59屆大鐘賞         | 大钟关注的视线奖（演员） | 郑成华 | 獲獎 | [ 30 ] |
| 2023年 | 第44届青龙电影奖     | 最佳配乐                 | 黄尚俊 | 提名 |        |

## 外部鏈接
- NAVER上《英雄》的資料
- Daum上《英雄》的資料

- 韩国电影数据库（KMDb）上《英雄》的資料